# Französisch-russische Beziehungen

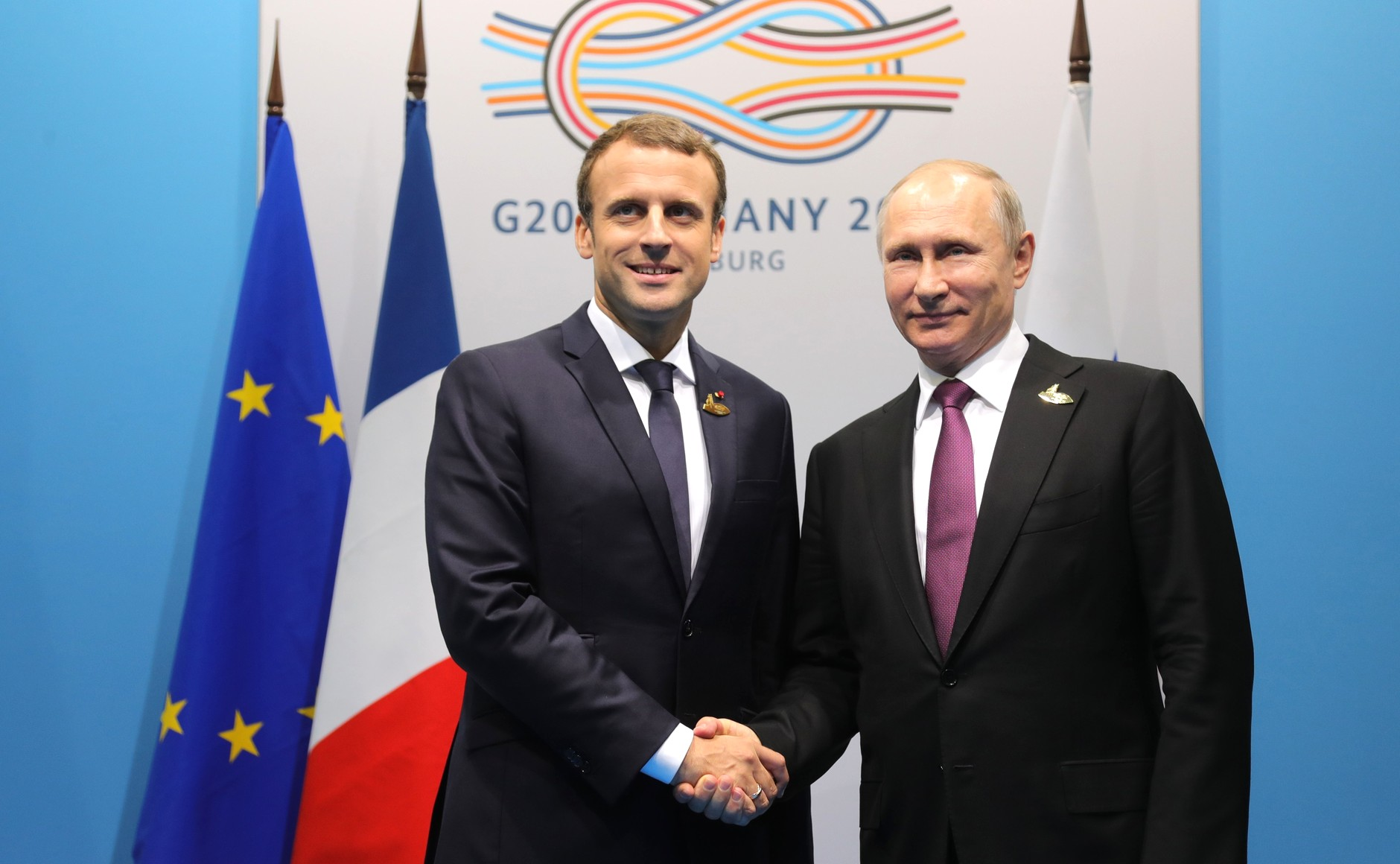
Emmanuel Macron und Wladimir Putin (2017)

Die Französisch-russischen Beziehungen wechselten in der Vergangenheit zwischen Bündnissen und Spannungen. Die diplomatischen Kontakte beider Regierungen gehen auf das 17. Jahrhundert zurück. Während der napoleonischen Ära (1799–1815) wollten beide Nationen Mittel- und Osteuropa beherrschen. Napoleon startete 1812 eine groß angelegte Invasion von Russland, die jedoch scheiterte und die russische Vorherrschaft in Osteuropa zur Folge hatte. Russland wollte auch das Osmanische Reich besiegen und Istanbul einnehmen, aber Frankreich und Großbritannien gewannen als Verbündete der Osmanen den Krimkrieg (1854–1856), um dies zu verhindern. In den 1890er Jahren war Frankreich diplomatisch isoliert und schloss ein Bündnis mit Russland. Gemeinsam mit Großbritannien kämpfte diese Allianz im Ersten Weltkrieg (1914–1918) gegen das Deutsche Kaiserreich und die anderen Mittelmächte. Nachdem die Bolschewiki in der russischen Revolution von 1917 die Macht übernommen hatten, unterzeichnete Sowjetrussland 1918 den Vertrag von Brest-Litowsk mit den Mittelmächten und schied aus dem Krieg aus. In den 1930er Jahren schloss Frankreich ein Bündnis mit den Sowjets gegen das wiedererstarkte NS-Deutschland, wurde aber schließlich von Deutschland besetzt. Nach 1945 waren die Sowjetunion und die Vereinigten Staaten die verbliebenen Supermächte, die sich in einem langen Kalten Krieg (1947–1989) gegenüberstanden. Frankreich unterstützte die Vereinigten Staaten im Rahmen des NATO-Bündnisses gegen den Warschauer Pakt. Ab 1989 waren die Beziehungen zuerst gut, bevor mehrere Probleme die Beziehungen trübten, wie z. B. der Krieg im Donbas (der 2022 zur russischen Invasion in der Ukraine führte) und Russlands zunehmendes Engagement in Westafrika, das sich gegen den dortigen Einfluss Frankreichs richtet.

## Geschichte

### Frühe Beziehungen
Da sich der im 15. und 16. Jahrhundert bildende russische Zentralstaat fast ständig in einer diplomatischen und militärischen Konfrontation mit dem katholischen Polen-Litauen befand, vermieden die katholischen Herrscher Frankreichs lange Zeit die Aufnahme direkter diplomatischer Kontakte mit Moskau. Ein wirkliches Interesse an Russland entstand in Frankreich erst nach der Veröffentlichung des Werks des hugenottischen Söldners Jacques Margeret „Der Zustand des russischen Staates und des Großfürstentums Moskau“ im Jahr 1607, dessen Informationen in der „Geschichte seiner Zeit“ (1620) des berühmten Historikers Jacques Auguste de Thou (1553–1617) verwendet wurden. 1615 schickte der Zar einen Repräsentanten an den Hof von Ludwig XIII., was die Grundlage für die späteren diplomatischen Beziehungen legte. Im Sommer 1668 reiste eine russische Gesandtschaft von Spanien nach Paris. Unter der Leitung des Verwalters Pjotr Potjomkin, der eine Audienz bei Ludwig XIV. und Jean-Baptiste Colbert hatte, erörterte die Gesandtschaft die Aufnahme von für beide Seiten vorteilhaften Handelsbeziehungen zwischen den beiden Ländern.

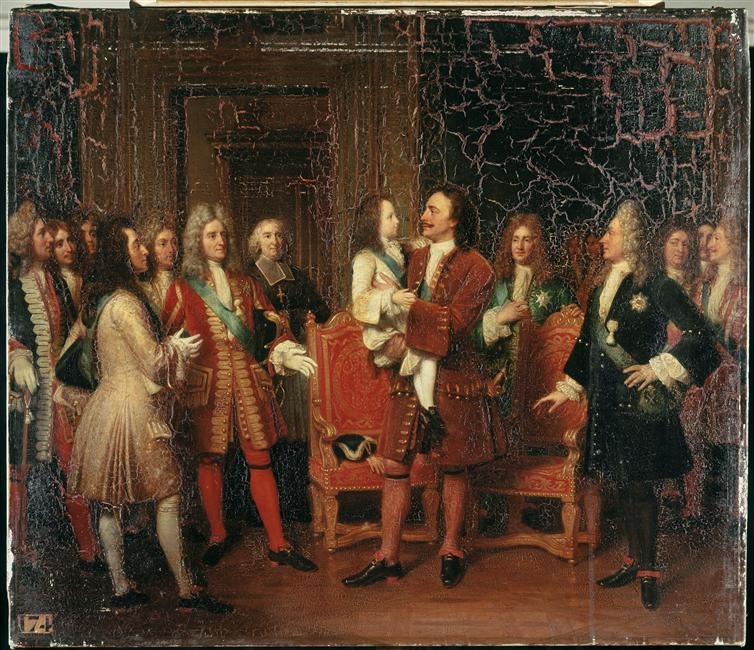
Der russische Zar Peter der Große besucht 1717 den jungen König Ludwig XV. von Frankreich

Die erste diplomatische Vertretung Russlands in Frankreich entstand 1702 durch ein Dekret Peters I., der aufgrund der Annäherung zwischen England und Schweden an einem Bündnis mit Ludwig XIV. interessiert war. Ein Besuch Peters I. in Frankreich im Jahr 1717 bildete den Ausgangspunkt für die Aufnahme ständiger diplomatischer Beziehungen zwischen den beiden Ländern. Peter und die Kaiserinnen Elisabeth und Katharina förderten französische Intellektuelle, die nach Russland kamen und dort lehrten. So dominierten französische Künstler nach 1758 die russische Kaiserliche Kunstakademie. Mitte des 18. Jahrhunderts vermittelte Voltaire den Intellektuellen der französischen Aufklärung ein positives Bild, indem er Russland als Land großer Möglichkeiten darstellte, in der ein allmächtiger Staatsmann wie Peter der Große per Dekret eine rationale und aufgeklärte Gesellschaft schaffen könnte. Andererseits zeichneten andere einflussreiche französische Aufklärer, insbesondere Denis Diderot, ein düsteres Bild von Russland, indem sie das Fehlen einer aufklärerischen Tradition oder einer Mittelschicht sowie die historische Neigung zum Despotismus hervorhoben.
Die französische Diplomatie war besorgt über die Vorherrschaft der Deutschen am Hof der Kaiserin Anna Ioannowna (1730–1740) und förderte aktiv den Palastumsturz von 1741 und die Inthronisierung von Elisabeth von Russland, die seit ihrer Jugend mit Frankreich und König Ludwig XV. sympathisierte, den sie erfolglos zu heiraten versucht hatte. Eine aktive Rolle spielte der Marquis de la Chétardie, der von 1739 bis 1744 als diplomatischer Gesandter am russischen Hof tätig war. Nach den Bemühungen des Kanzlers Alexei Petrowitsch Bestuschew-Rjumin fiel de la Chétardie jedoch in Ungnade, und 1748 schwächte sich der Einfluss der pro-französischen Partei am Hof merklich.
Politisch blieben die Beziehungen im 18. Jahrhundert angespannt, trotz des Einflusses der französischen Kultur und Sprache auf die Hofkultur der russischen Zaren. Frankreich war die dominierende Nation in Westeuropa und Russland in Osteuropa, so dass sich ihre Interessen nur selten überschnitten. Wenn sie in denselben Krieg verwickelt waren, kämpften ihre Truppen selten gemeinsam als Verbündete oder direkt gegeneinander als Feinde auf denselben Schlachtfeldern. Beide spielten als Großmächte immer eine wichtige Rolle im europäischen Gleichgewicht der Kräfte. Frankreich war im Allgemeinen mit Schweden, Polen-Litauen und dem Osmanischen Reich verbündet, in expliziter Opposition zu den österreichischen Habsburgern, aber implizit auch gegen Russland. Zwischen den beiden Ländern gab es keinen direkten Krieg. Im Polnischen Erbfolgekrieg (1733–1738) und im Österreichischen Erbfolgekrieg (1740–1748) kämpften sie jedoch auf entgegengesetzten Seiten; im Siebenjährigen Krieg (1756–1763) waren sie Verbündete gegen Preußen.

### 19. Jahrhundert

#### Koalitionskriege

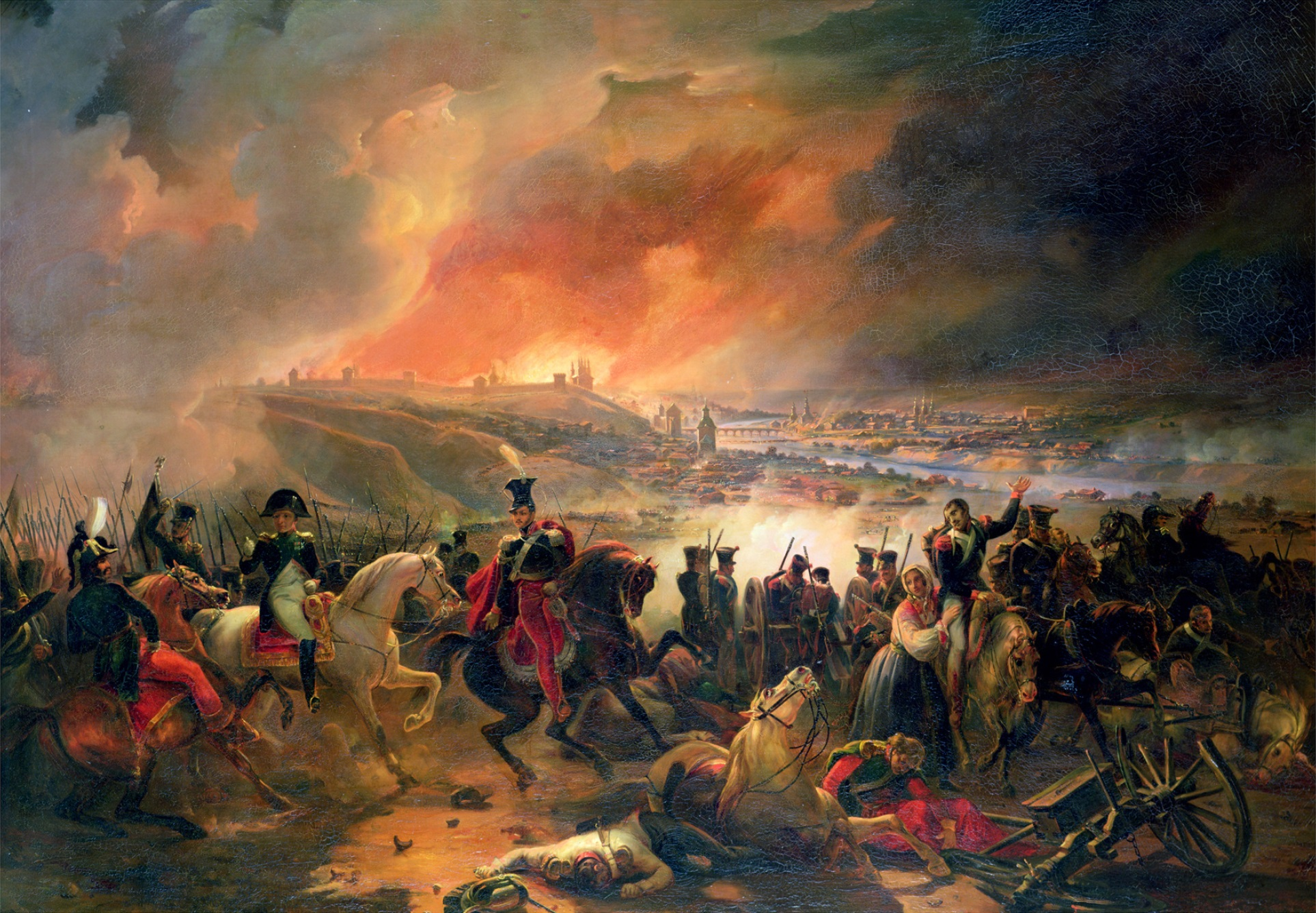
Abbildung der Schlacht von Smolensk (1812)

Russland und Frankreich waren in den Koalitionskriegen meist verfeindet. Russland kämpfte im Zweiten Koalitionskrieg gegen Frankreich. Als Napoleon Bonaparte 1799 an die Macht kam, blieb Russland feindlich gesinnt und kämpfte in dem Dritten und Vierten Koalitionskrieg, die für Frankreich siegreich verliefen und die französische Macht auf Mitteleuropa ausdehnten. Nach der Niederlage der kaiserlich-russischen Armee in der Schlacht von Friedland trafen sich Napoleon und Zar Alexander I. an Bord eines Kahns auf dem Fluss Memel, um in einer Zeremonie nach dem Vorbild der Verhandlungen der römischen Kaiser einen Separatfrieden auszuhandeln. Obwohl Napoleon und Alexander herzliche persönliche Beziehungen unterhielten, führten der Frieden von Tilsit im Jahr 1807 zu einem instabilen Bündnis. Sowohl Napoleon als auch Alexander wollten den Osten Europas kontrollieren. Napoleon gründete einen polnischen Marionettenstaat – das Herzogtum Warschau –, was Russland verärgerte. Napoleon störte sich daran, dass Russland mit dem Vereinigten Königreich Handel trieb, entgegen seiner Kontinentalsperre. Das Ziel war nicht, Russland zu erobern oder zu absorbieren, sondern den Zaren zu bestrafen und ihn zurück auf Linie zu bringen. Napoleon stellte eine riesige Armee von 600.000 Soldaten aus Frankreich und seinen Verbündeten zusammen, um 1812 in Russland einzumarschieren. Nur ein Zehntel überlebte die Kämpfe und die extreme Kälte. Es war eine spektakuläre Niederlage für Frankreich und ein Wendepunkt in den Koalitionskriegen, der zu einem massiven sechsten Bündnis gegen Napoleon führte, in dem Russland die führende Rolle spielte. Paris fiel, Bonaparte dankte ab und die bourbonischen Könige kehrten 1814 an die Macht zurück. Napoleon kehrte 1815 für kurze 100 Tage zurück, musste aber bei der Schlacht bei Waterloo erneut kapitulieren.

#### Nach dem Wiener Kongress
Auf dem Wiener Kongress von 1814/15 spielte Russland als Anführer der konservativen, antirevolutionären Kräfte eine wichtige diplomatische Rolle. Dies kam den Bourbonen-Königen entgegen, die nach der Restauration erneut Frankreich regierten. Sowohl Russland als auch Frankreich unterstützten den erfolgreichen griechischen Aufstand gegen die osmanische Herrschaft in den Jahren 1821–1831. In Bezug auf die unter osmanischer Herrschaft lebenden christlichen Minderheiten sah sich Russland als Beschützer des orthodoxen Christentums, während sich das restaurierte Königreich Frankreich als Beschützer des Katholizismus verstand.
Russland führte die konservativen Kräfte an, die dazu beitrugen, die Revolutionen von 1848/1849 in ganz Osteuropa niederzuschlagen. In Frankreich hingegen gelang es den Revolutionären, den liberalen Louis-Napoleon Bonaparte an die Macht zu bringen. Bald darauf ließ sich der ehrgeizige Neffe Napoleons zum Kaiser Napoleon III. des Zweiten Kaiserreichs krönen. Die intellektuelle Stimmung in Frankreich fürchtete den russischen Expansionismus, die militärische Stärke und eine angeblich vormoderne asiatische (oder „tatarische“) Kultur Russlands, die als Gegenmodell zur westlichen Aufklärung angesehen wurde. Diese Stimmung förderte die öffentliche Unterstützung für den Krimkrieg, bei dem britische und französische Truppen auf der Halbinsel Krim einmarschierten und Russland 1856 besiegten.

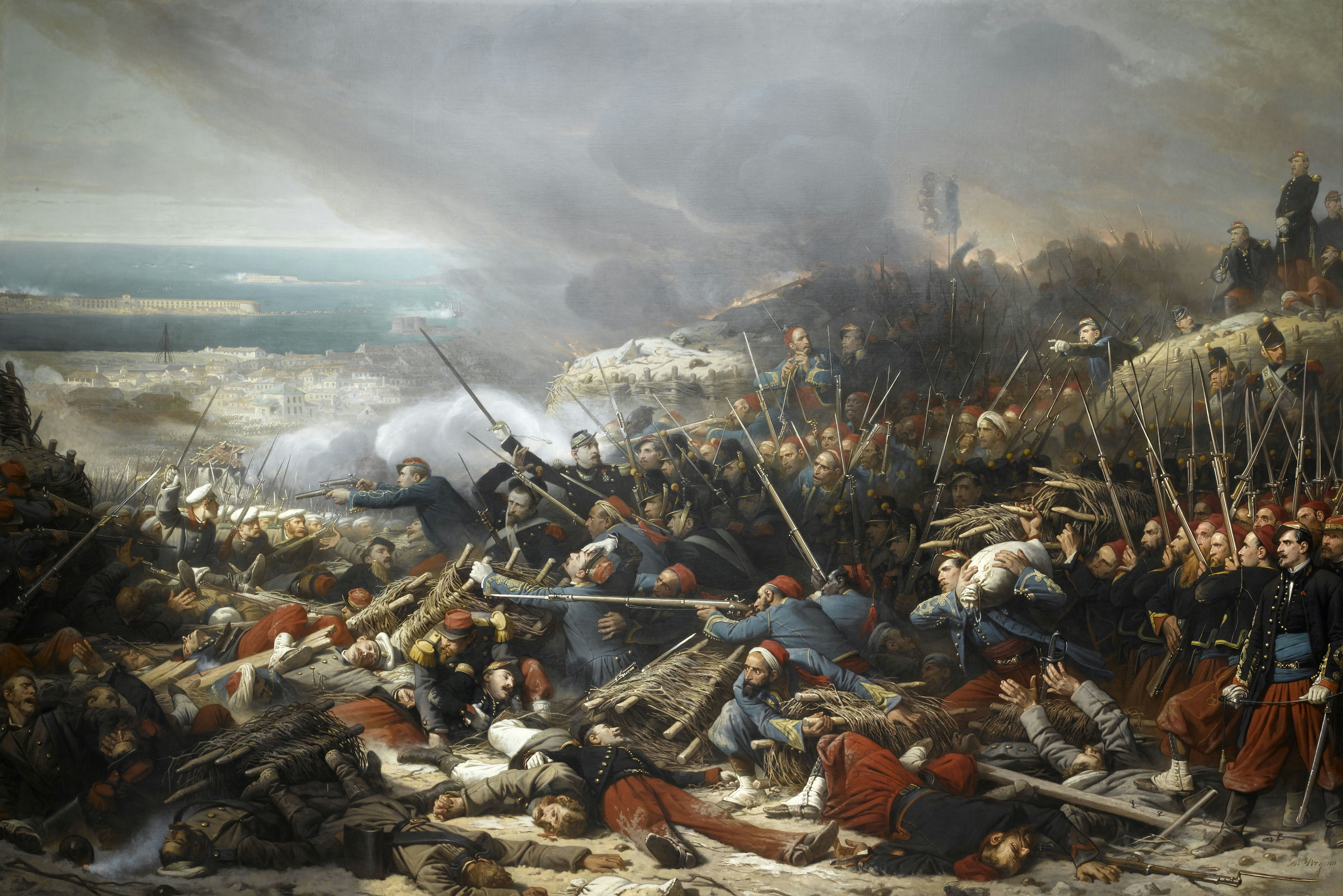
Schlacht im Krimkrieg (1855)

Nach dem Krimkrieg bemühte sich Napoleon III. um ein freundschaftliches Verhältnis zu Russland, was ihm mit einem im März 1859 unterzeichneten Geheimvertrag auch gelang, der die Neutralität Russlands bei einem französischen Angriff auf Österreich vereinbarte. Laut dem britischen Historiker Alan J. P. Taylor ermöglichte dies die folgende Einigung Italiens. Als jedoch 1863 der Januaraufstand in Kongresspolen ausbrach, sandte das empörte Frankreich eine Reihe von Noten an Russland, in denen es Reformen forderte und das Bündnis von 1859 beendete. In Preußen nahm Otto von Bismarck in Bezug auf Polen und andere Fragen eine freundliche Haltung gegenüber Russland ein und sorgte dafür, dass Russland beim Ausbruch des Deutsch-Französischen Krieges 1870 neutral blieb, wie alle anderen Mächte auch.

#### Russisch-französische Annäherung
Die Außenpolitik des kaiserlichen Russlands war im 19. Jahrhundert dem republikanischen Frankreich gegenüber feindlich eingestellt und eher deutschfreundlich. Der Erste und Zweite Dreikaiserbund der 1870er und 1880er Jahre, an dem Deutschland, Österreich und Russland beteiligt waren, verfolgte das Ziel, die monarchische Ordnung in Europa gegen das Frankreich der Dritten Republik zu erhalten. Nach der Niederlage im Deutsch-Französischen Krieg von 1870/71 kamen die französischen Eliten zu dem Schluss, dass Frankreich Deutschland niemals allein besiegen könnte und das Reich nur mit Hilfe einer anderen Großmacht zu besiegen sei. Bismarck kam zum selben Schluss und setzte alles daran, Frankreich diplomatisch zu isolieren und war zunächst erfolgreich darin, eine französisch-russische Allianz zu verhindern.
Frankreich war zunehmend frustriert, weil es Bismarck gelang, es diplomatisch zu isolieren. Frankreich hatte Spannungen mit Italien, das mit Deutschland und Österreich-Ungarn im Dreibund verbündet war. Paris unternahm einige Annäherungsversuche an Berlin, die jedoch abgelehnt wurden. Das Vereinigte Königreich verfolgte weiterhin seine Außenpolitik der „splendid isolation“ und zeigte sich nach einem Abkommen mit Deutschland im Jahr 1890 Berlin gegenüber positiv eingestellt. 1892 war Russland die einzige Möglichkeit für Frankreich, aus seiner diplomatischen Isolation auszubrechen. Russland hatte sich mit Deutschland verbündet, bis Kaiser Wilhelm II. 1890 Bismarck entließ und 1892 den Rückversicherungsvertrag mit Russland kündigte. Russland war nun besorgt und brauchte wie Frankreich ein Militärbündnis, um die Bedrohung durch Deutschlands starke Armee und zunehmende militärische Aggressivität einzudämmen. Papst Leo XIII., der über den deutschen Antikatholizismus verärgert war, bemühte sich, Paris und St. Petersburg diplomatisch zusammenzubringen. Russland benötigte dringend Geld für die Fertigstellung von Eisenbahnen und Häfen. Die Reichsregierung weigerte sich, deutschen Banken zu erlauben, Russland Geld zu leihen, aber französische Banken taten dies. Sie finanzierten zum Beispiel die wichtige Transsibirische Eisenbahn. Von Deutschland zurückgewiesen, begann Russland ab 1891 vorsichtig eine Politik der Annäherung an Frankreich. Die Franzosen ihrerseits waren an den russischen Bündnisangeboten sehr interessiert.

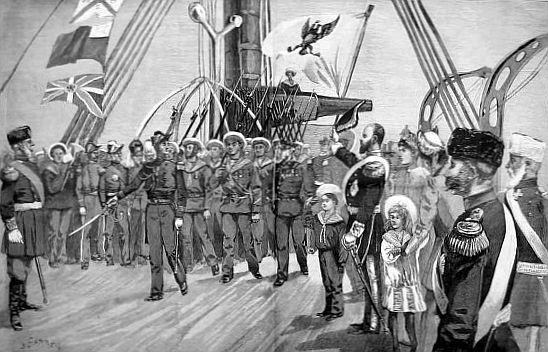
Französische Flotte mit dem Zaren Alexander III. in Kronstadt (1892)

Im August 1891 unterzeichneten Frankreich und Russland einen „Konsultationspakt“, in dem sich beide Nationen verpflichteten, einander zu konsultieren, falls eine andere Macht den Frieden in Europa bedrohen sollte. Die weiteren Verhandlungen waren erfolgreich, und Anfang 1894 schlossen Frankreich und Russland die französisch-russische Allianz, ein militärisches Versprechen, sich im Falle eines deutschen Angriffs auf eine der beiden Seiten zum Krieg gegen Deutschland zu verpflichten. Das Bündnis sollte Deutschland von einem Krieg abhalten, indem es ihm die Gefahr eines Zweifrontenkriegs vor Augen führte; weder Frankreich noch Russland konnten hoffen, Deutschland allein zu besiegen, aber mit ihrer gemeinsamen Macht könnten sie es schaffen. Frankreich war endlich aus seiner diplomatischen Isolation ausgebrochen.
Nachdem Frankreich von Großbritannien in der Faschoda-Krise 1898 gedemütigt worden war, wollten die Franzosen das Bündnis mit Russland zu einem antibritischen Bündnis machen. Im Jahr 1900 wurde der Pakt dahingehend geändert, dass Großbritannien als Bedrohung genannt wurde und Russland im Falle eines britischen Angriffs auf Frankreich in Britisch-Indien einmarschieren würde. Die Franzosen gewährten einen Kredit, damit die Russen mit dem Bau einer Eisenbahnlinie von Orenburg nach Taschkent beginnen konnten. Taschkent wiederum sollte der Stützpunkt sein, von dem aus die Russen in Afghanistan einmarschieren würden, um von dort aus nach Indien vorzudringen.

### 20. Jahrhundert

#### Triple Entente und Erster Weltkrieg

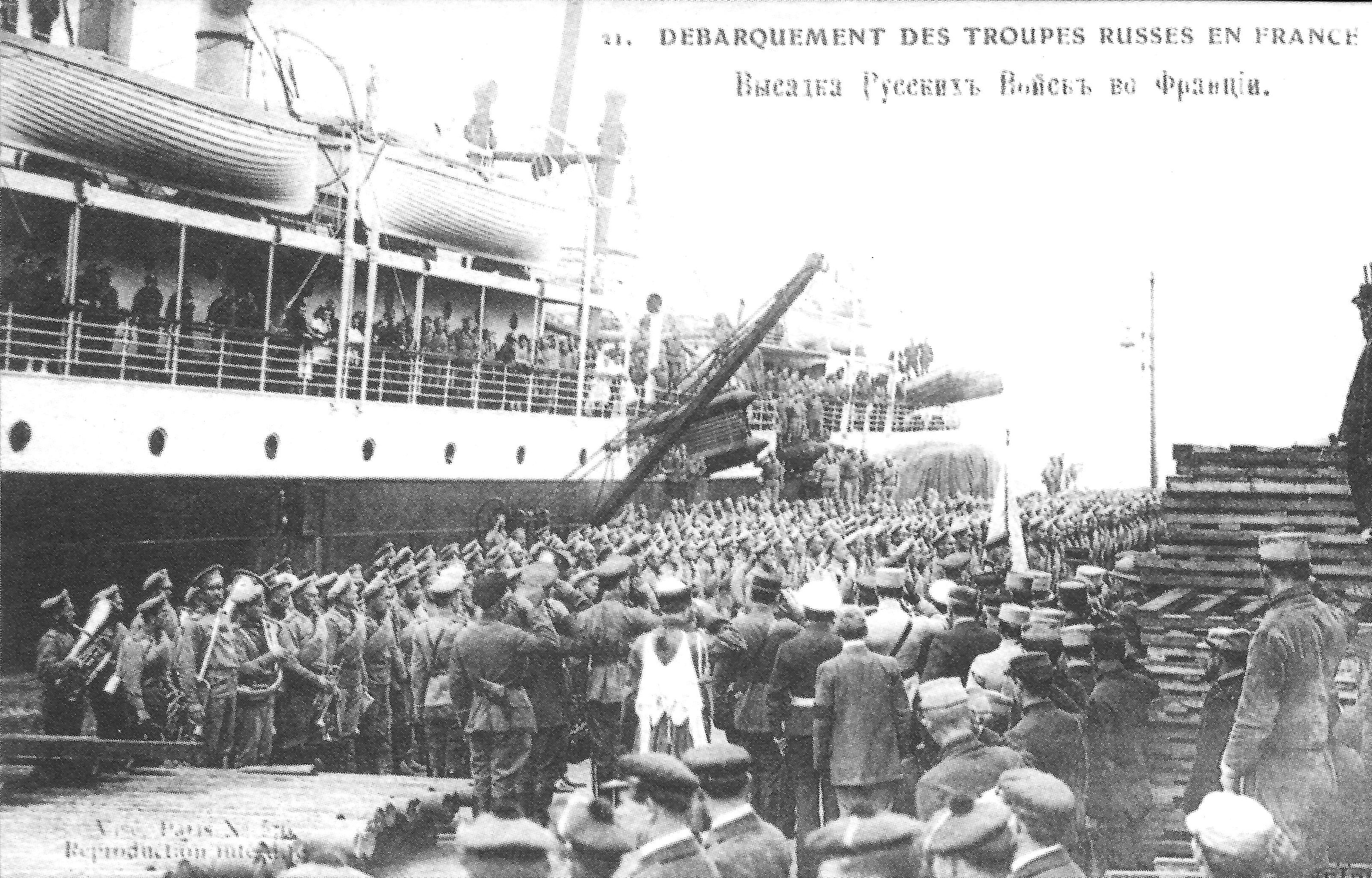
Russische Truppen in Marseille (1917)

1907 wurde die Triple Entente als Bund zwischen Frankreich, Russland und dem Vereinigten Königreich geschlossen. Grund für den Abschluss des Bündnisses war die gemeinsame Furcht vor Deutschland und der aggressiven Außenpolitik von Kaiser Wilhelm II. Während der Bosnienkrise von 1908–1909 lehnte Frankreich allerdings die Unterstützung Russlands gegen Österreich-Ungarn und Deutschland ab. Die fehlende französische Unterstützung war ein Tiefpunkt der französisch-russischen Beziehungen, und Nikolaus II. gab sich keine Mühe, seinen Unmut über die fehlende Unterstützung durch seinen engsten Verbündeten zu verbergen. Er erwog ernsthaft, das Bündnis mit Frankreich aufzukündigen, und wurde nur durch das Fehlen einer Alternative davon abgehalten. Ein weiteres Bindeglied zwischen den beiden Nationen waren ihre gemeinsamen wirtschaftlichen Interessen: Russland wollte sich industrialisieren, verfügte aber nicht über das nötige Kapital, während die Franzosen bereit waren, das nötige Geld zur Finanzierung der Industrialisierung Russlands zu leihen. Bis 1913 hatten französische Investoren 12 Milliarden Francs in russische Vermögenswerte investiert, was die Franzosen zu den größten Investoren im Russischen Reich machte. Die beginnende Industrialisierung des Russischen Reiches war zum Teil das Ergebnis eines massiven Zuflusses von französischem Kapital.
Zu Beginn des Ersten Weltkriegs im Jahr 1914 stand den Mittelmächten die Triple Entente gegenüber. Im Jahr 1916 erreichte die russische Brussilow-Offensive ihr ursprüngliches Ziel, Deutschland zu zwingen, seinen Angriff auf Verdun einzustellen und erhebliche Kräfte nach Osten zu verlegen. Der für Russland ungünstig verlaufende Krieg führte aber schließlich zu einer Destabilisierung des russischen Reiches.

#### Französisch-sowjetische Beziehungen
Nach der russischen Revolution von 1917 verließ Russland die Entente und schloss einen Separatfrieden mit den Mittelmächten. Im Dezember 1917 brach Frankreich die Beziehungen zum bolschewistischen Russland ab und unterstützte die Weißgardisten im russischen Bürgerkrieg. Außerdem erkannte es Pjotr Wrangel, den Militärdiktator Südrusslands und Anführer der Weißen Kaukasusarmee, als legitimes Staatsoberhaupt Russlands an. Durch den Sieg der Bolschewisten im Bürgerkrieg gingen zahlreiche französische Investitionen im Land verloren.
Der Aufstieg Hitlers in Deutschland 1933 ermutigte schließlich Paris, ein Militärbündnis mit Moskau zu schließen, und im Mai 1935 wurde der französisch-sowjetische Beistandsvertrag unterzeichnet. Als überzeugter Anhänger der kollektiven Sicherheit bemühte sich Stalins Außenminister Maxim Litwinow sehr um eine engere Beziehung zu Frankreich und Großbritannien. Die Wirksamkeit des französisch-sowjetischen Bündnisses wurde allerdings durch den Deutsch-sowjetischen Nichtangriffspakt vom August 1939 eingeschränkt, den Stalin mit Hitler vereinbarte. Die sowjetischen Rohstoff- und Lebensmittellieferungen halfen NS-Deutschland, zahlreiche Nationen im Westfeldzug zu besetzen, darunter auch Frankreich ab 1940.
Als Deutschland 1941 die UdSSR angriff, betonte Charles de Gaulle, dass das freie Frankreich (eine Exilregierung) die Sowjetunion unterstütze. Im Dezember 1944 reiste de Gaulle nach Moskau und die beiden Nationen unterzeichneten einen Vertrag über ein Bündnis und gegenseitigen Beistand. Der Vertrag wurde 1955 aufgekündigt, als der Kalte Krieg begonnen hatte. Frankreich gehörte während des Krieges der NATO an, de Gaulle ließ Frankreich jedoch 1959 aus dem Oberkommando der NATO austreten und bemühte sich um eine unabhängige Position gegenüber den Amerikanern. Deshalb war Frankreich für die Sowjets ein bevorzugter Verhandlungspartner während des Kalten Kriegs. In dieser Zeit haben die Russen versucht, über Beeinflussungsaktionen aktiv auf die öffentliche Meinung in Frankreich einzuwirken. Frankreich hatte auch eine sehr starke kommunistische Partei. Ein Hinweis auf den Erfolg dieser Bemühungen waren Umfragen, die zeigten, dass die französische Öffentlichkeit teilweise mehr Unterstützung für die Sowjetunion als für die Vereinigten Staaten zeigte.
Die UdSSR löste sich 1991 auf und der Kommunismus brach in Frankreich und ganz Europa zusammen. Am 7. Februar 1992 unterzeichnete Frankreich einen bilateralen Vertrag, in dem Russland von Frankreich als Nachfolger der UdSSR anerkannt wurde.

### 21. Jahrhundert
Nach dem Ende des Kalten Krieges bemühte sich Frankreich um enge Beziehungen zu Russland und versuchte das Land in eine europäische Ordnung zu integrieren, auch um eine von den Vereinigten Staaten unabhängige Sicherheitsarchitektur zu schaffen. Die wirtschaftlichen und politischen Kontakte zu Russland wurden deshalb stark intensiviert, mit regelmäßigen Treffen auf der höchsten Ebene. Auch nach dem Amtsantritt von Wladimir Putin im Kreml wurden diese engen Beziehungen weitergeführt und Putin unterhielt gute persönliche Beziehungen zu verschiedenen französischen Staatsmännern wie Jacques Chirac. 2007 verlieh Chirac Putin das Große Kreuz der Ehrenlegion. Auch sein Nachfolger Nicolas Sarkozy führte die engen Beziehungen zu Russland weiter und bezeichnete 2010 Frankreich als den „großen Freund des großen Russland“. Während des Kaukasuskrieg 2008 hatte Sarkozy auch nicht auf der territorialen Integrität Georgiens bestanden. Außerdem gab es keine französischen Proteste, als Russland sich nicht an Sarkozys Vereinbarung hielt, sich aus Georgien zurückzuziehen und separatistische Regierungen in georgischen Gebieten anerkannte.

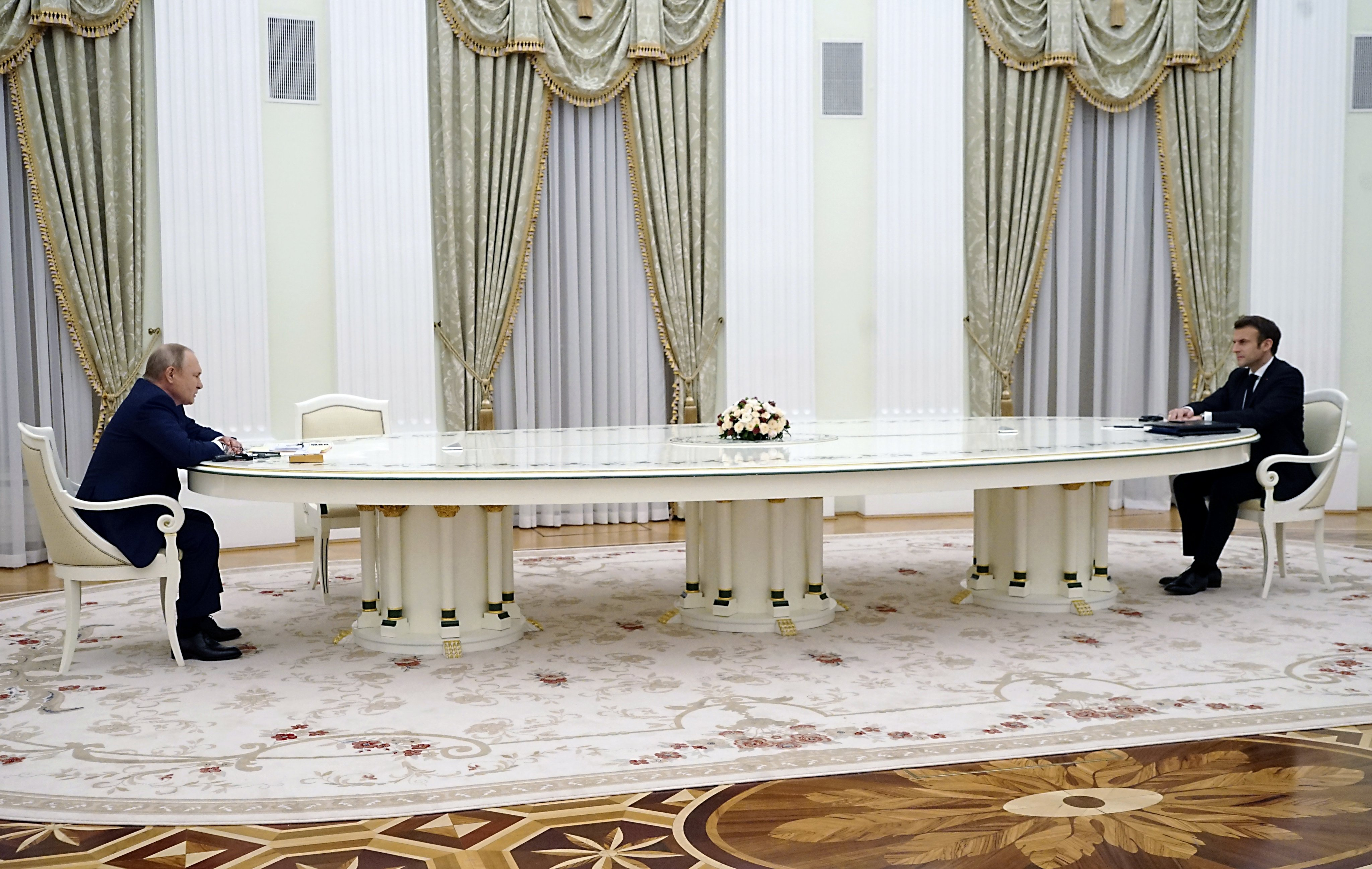
Putin und Macron bei Verhandlungen im Kreml (Februar 2022)

Eine wichtige Entwicklung war der Verkauf von amphibischen Angriffsschiffen der Mistral-Klasse an Russland. Das 2010 unterzeichnete Abkommen war das erste große Rüstungsgeschäft zwischen Russland und der westlichen Welt seit dem Zweiten Weltkrieg. Das Abkommen wurde kritisiert, weil es die Sicherheitsinteressen Polens, der baltischen Staaten, der Ukraine und Georgiens vernachlässen würde. Nach dem Beginn des Russisch-Ukrainischen Kriegs im Jahre 2014 stoppte Frankreich den geplanten Verkauf 2015. Frankreich gehörte unter François Hollande zu den Verhandlungsparteien für das Minsker Abkommen, welches den Konflikt in der Ukraine entschärfen sollte, von den Konfliktparteien jedoch nicht umgesetzt wurde.

#### Russische Invasion in der Ukraine
Als Russlands Präsident Anfang 2022 massiv russische Truppen an der Grenze zur Ukraine entsandte, sorgte dies für eine diplomatische Krise. Frankreichs Präsident Emmanuel Macron übernahm infolgedessen eine Führungsrolle bei den Verhandlungen mit Putin und reiste dafür auch selbst nach Moskau, um die Krise beizulegen. Nach dem Beginn der russischen Invasion in der Ukraine im Februar 2022 verhängte Frankreich als eines der EU-Länder Sanktionen gegen Russland, und Russland setzte alle EU-Länder auf die Liste der „unfreundlichen Staaten“. Frankreich unterstützte die Ukraine gemeinsam mit seinen Verbündeten finanziell, diplomatisch und mit Waffen. Die Beziehungen zu Russland erreichten einen Tiefpunkt. Russland unterstützte auch eine Reihe antifranzösischer Putsche in Mali (2021), Burkina Faso (2022) und Niger (2023), welche mit den Aktivitäten der Gruppe Wagner und russischen Propaganda- und Desinformationskampagnen in Beziehung stehen sollen. Frankreich verlor infolge seine militärische Präsenz in diesen Ländern.
Im Februar 2024 schlug Macron vor, europäische Bodentruppen in der Ukraine einzusetzen. Der russische Politiker Dmitri Medwedew äußerte in Reaktion darauf, Macron hätte „Urin im Kopf“ und drohte mit der „Vernichtung der französischen Streitkräfte“ und damit „Särge nach Frankreich zu liefern“.

## Spionage
Im Kalten Krieg hatte die Sowjetunion zahlreiche Beeinflussungs- und Spionageaktionen in Frankreich ausgeführt und Agenten in der Presse untergebracht. Laut dem Mitrochin-Archiv gab es bei der Agence France-Presse sechs Agenten und zwei Informanten. Die Zeitung Le Monde (Codename VESTNIK, „Bote“) war bekannt für die Verbreitung antiamerikanischer, prosowjetischer Propaganda in der französischen Bevölkerung. Das Mitrokhin-Archiv enthält zwei leitende Le Monde-Journalisten und mehrere Mitarbeiter. Die Gaullisten wurden ebenfalls vom KGB infiltriert, der auch den Regierungen von de Gaulle nahe kam. Fast 15 Millionen Francs wurden von einem vom KGB rekrutierten Geschäftsmann für De Gaulles Wahlkampf geliefert. Der KGB hatte auch Leute aus dem Umfeld von François Mitterrand angeheuert. Agenten, die Präsident Georges Pompidou nahestehen, wurden angeordnet, ihn mit Desinformationen zu manipulieren, damit er den Vereinigten Staaten gegenüber misstrauisch wird.
1980 rekrutierte der französische Inlandsgeheimdienst DST den KGB-Offizier Wladimir Wetrow als Doppelagenten. Später arbeitete der französische DST mit der amerikanischen CIA und dem kanadischen CSIS an einer Operation, bei der es darum ging, fehlerhafte Computertechnologie in die Sowjetunion zu schleusen, nachdem undichte Stellen aufgedeckt hatten, dass der KGB versuchte, westliche Computertechnologie durch Diebstahl und legitime Käufe durch Scheinfirmen zu erwerben.
Nach Angaben der französischen Spionageabwehr aus dem Jahr 2010 hatten die russischen Spionageoperationen gegen Frankreich ein Niveau erreicht, das seit den 1980er Jahren nicht mehr erreicht wurde.

## Diplomatische Standorte
- Frankreich hat eine Botschaft in Moskau und Generalkonsulate in Sankt Petersburg und Jekaterinburg.
- Russland unterhält eine Botschaft in Paris, Generalkonsulate in Marseille und Straßburg sowie eine Konsularagentur in Villefranche-sur-Mer.

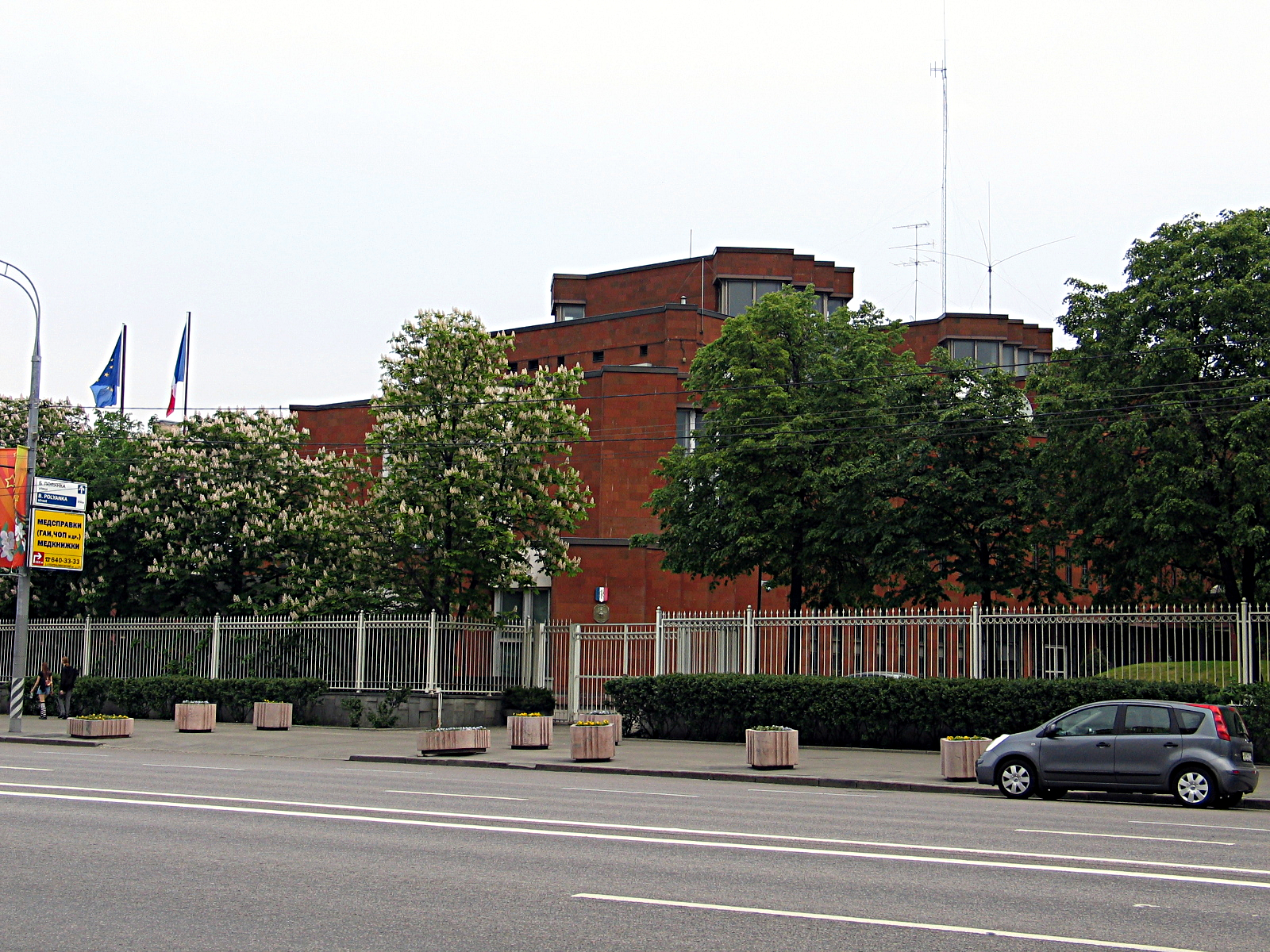
Französische Botschaft in Moskau
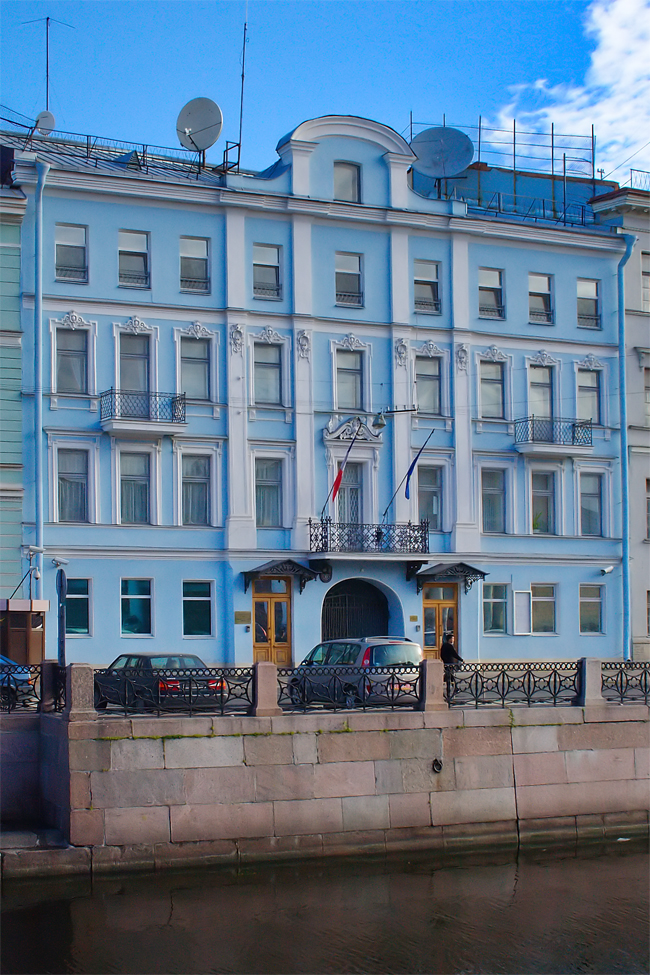
Französisches Generalkonsulat in St. Petersburg
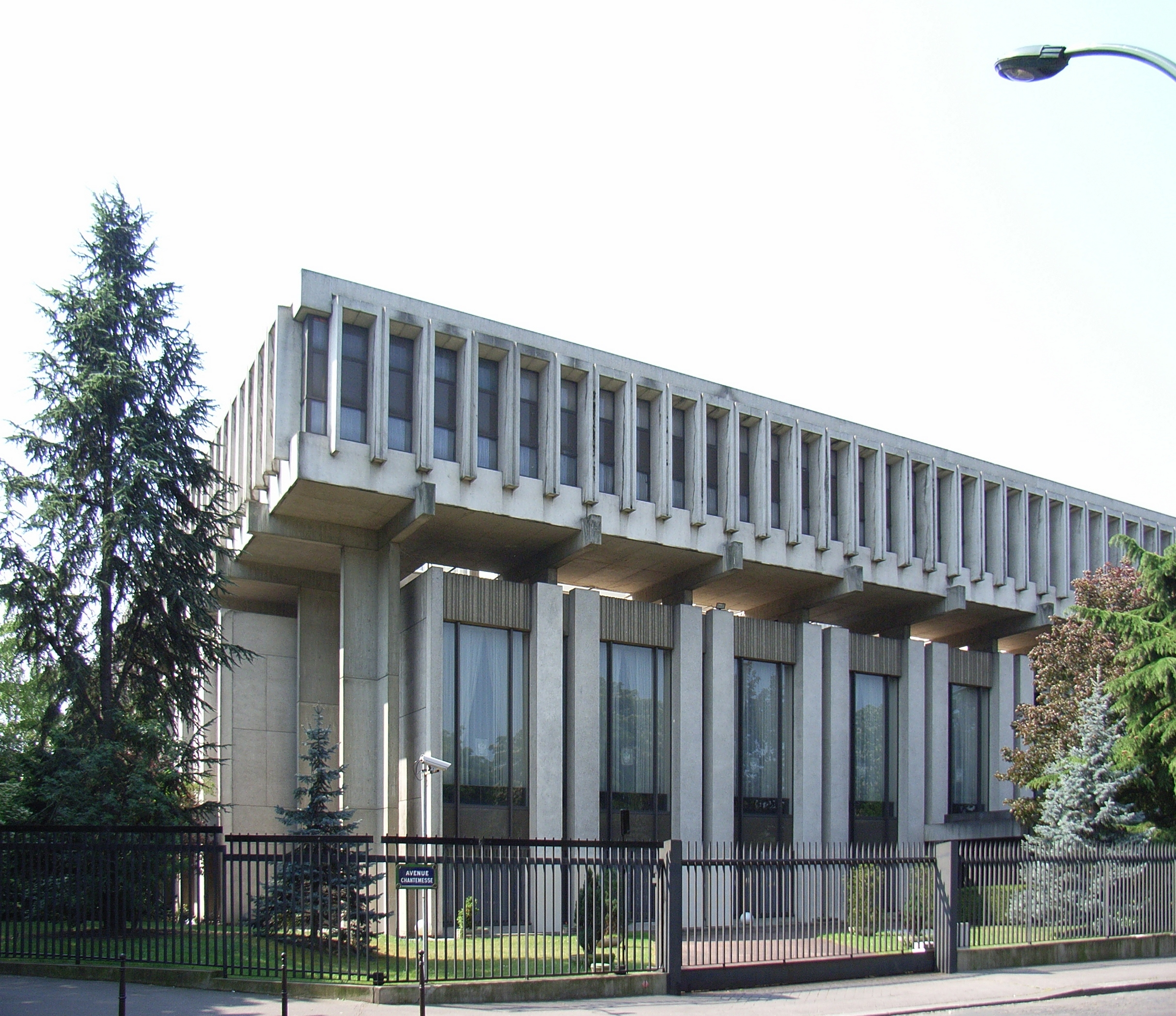
Russische Botschaft in Paris
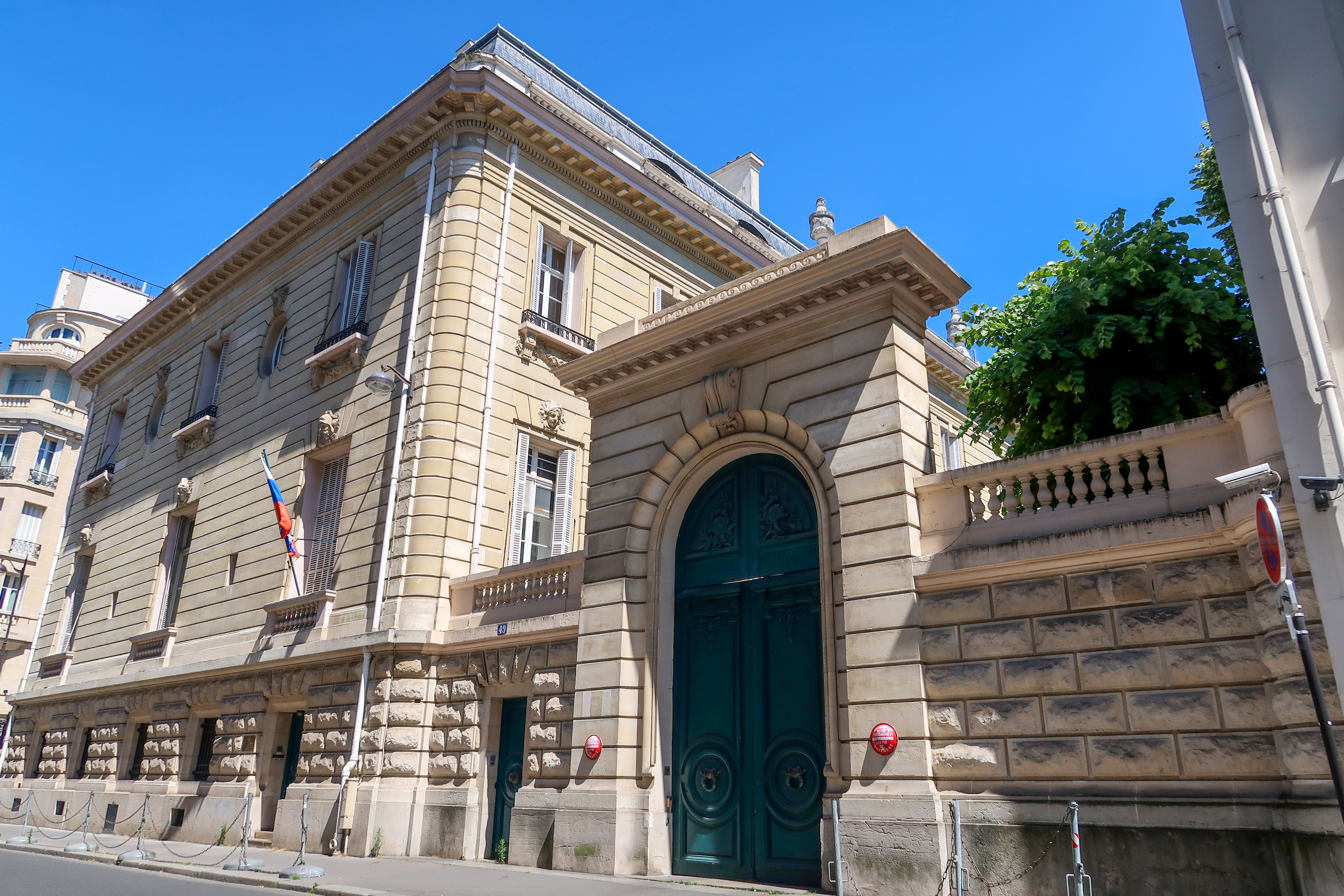
Russische Handelsvertretung in Paris
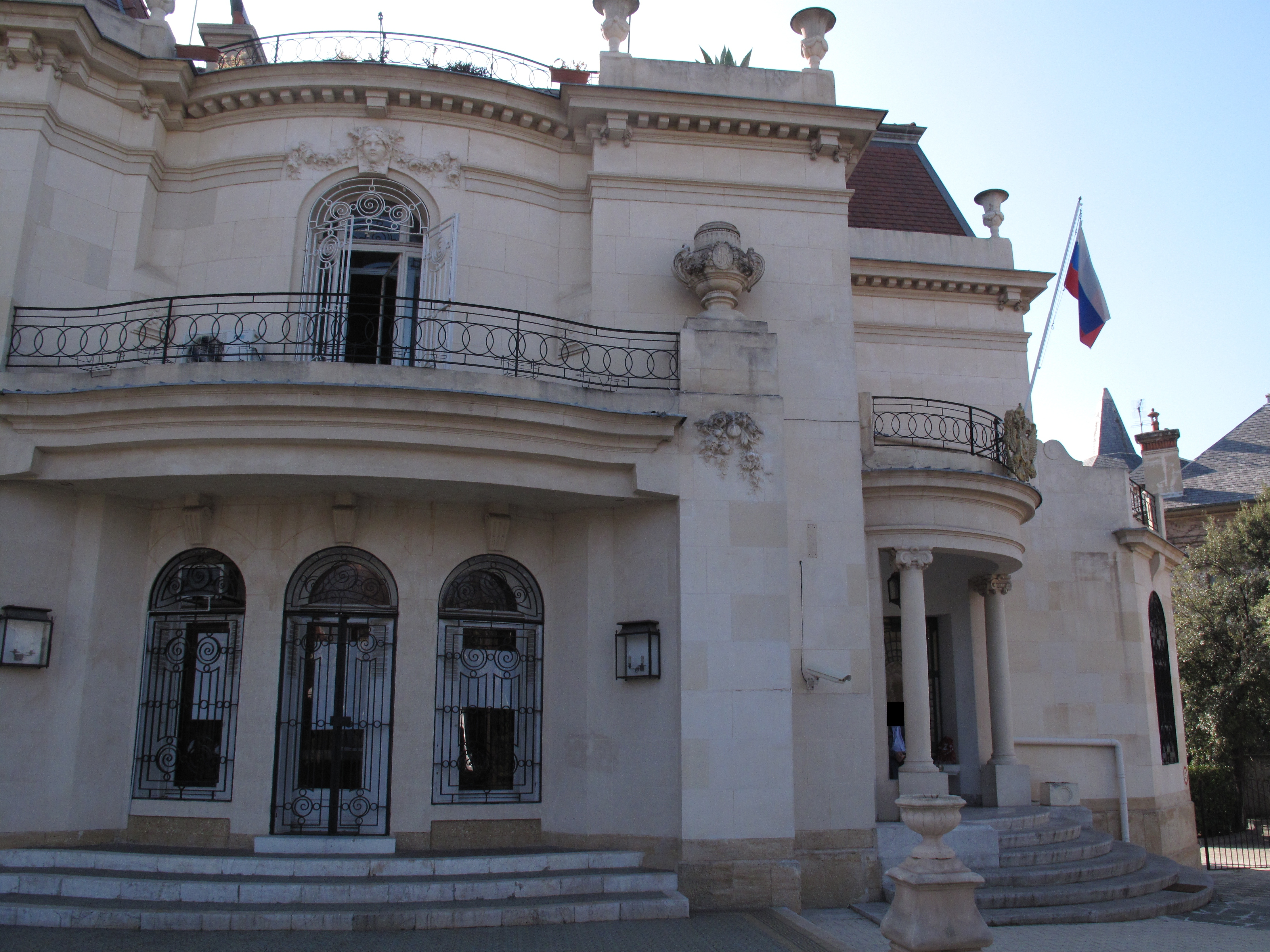
Russisches Generalkonsulat in Marseille
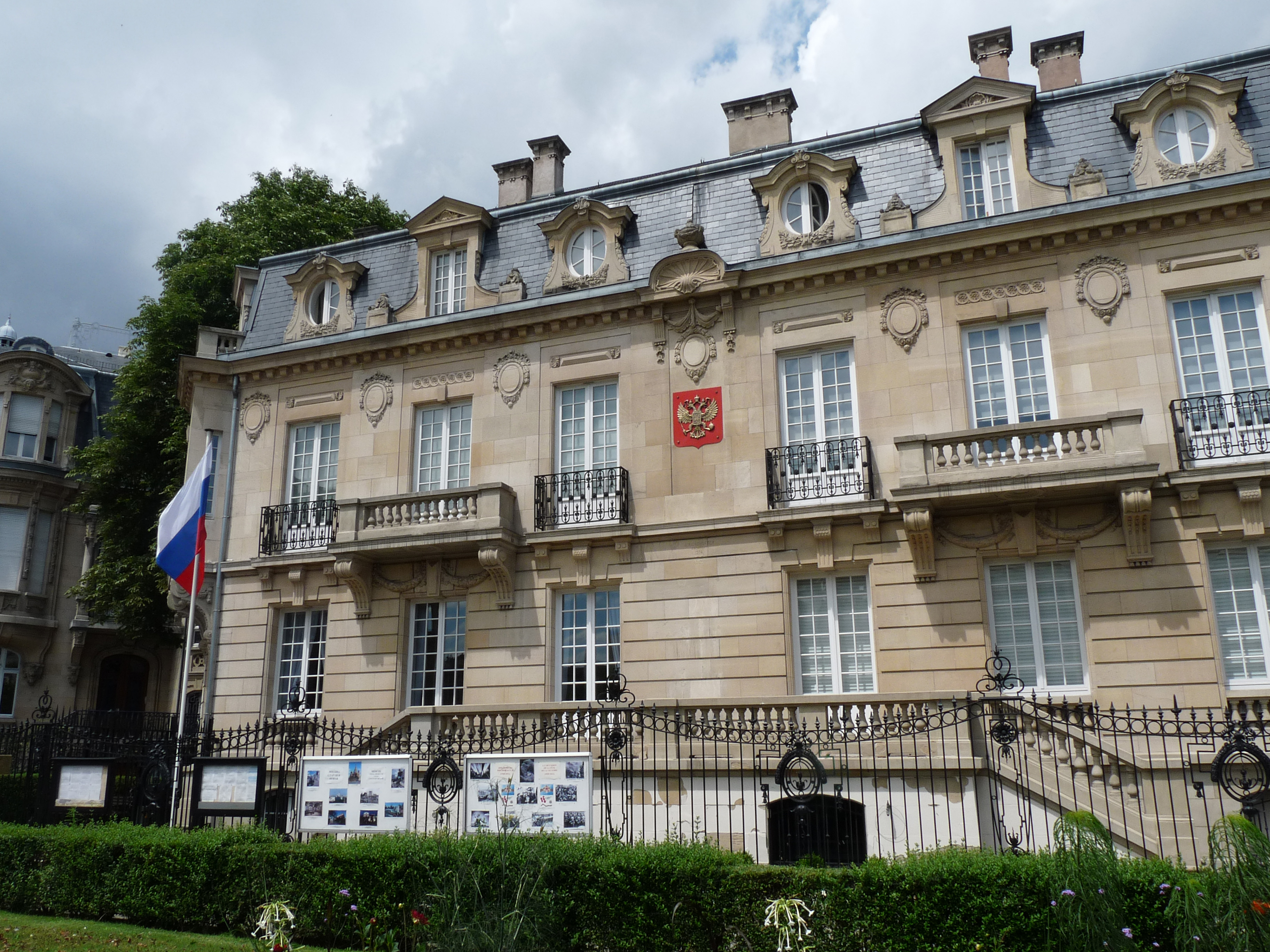
Russisches Generalkonsulat in Strasbourg